# Montsecret-Clairefougère

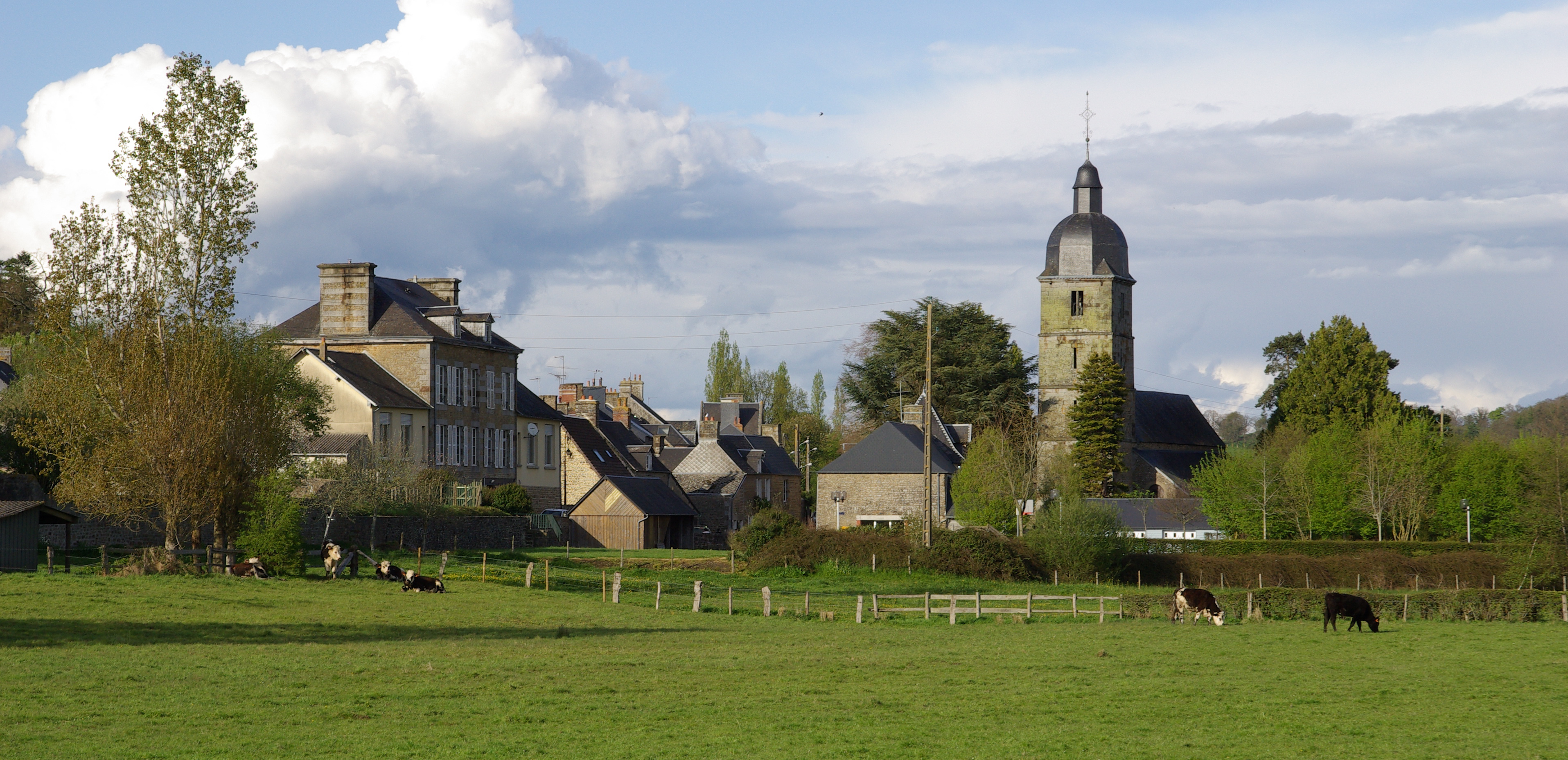
Montsecret (2008)

Montsecret-Clairefougère ist eine französische Gemeinde mit 656 Einwohnern (Stand: 1. Januar 2022) im Département Orne in der Region Normandie. Montsecret-Clairefougère gehört zum Arrondissement Argentan und zum Kanton Domfront en Poiraie (bis 2015: Kanton Tinchebray). Die Gemeinde ist Teil des Gemeindeverbandes Domfront Tinchebray Interco. Die Einwohner werden Monsecréens und Clarificiens genannt.

## Geographie
Saint-Quentin-les-Chardonnets liegt etwa 69 Kilometer westnordwestlich von Alençon. Umgeben wird Saint-Quentin-les-Chardonnets von den Nachbargemeinden Moncy im Norden, Saint-Pierre-d’Entremont im Nordosten, Cerisy-Belle-Étoile im Osten und Südosten, Tinchebray-Bocage im Süden, Saint-Quentin-les-Chardonnets im Südwesten sowie Valdallière im Westen und Nordwesten.

## Geschichte
2015 wurden die Gemeinden Montsecret und Clairefougère zusammengeschlossen. Der Verwaltungssitz befindet sich in der Ortschaft Montsecret.

## Bevölkerungsentwicklung
| Jahr                        | 1962 | 1968 | 1975 | 1982 | 1990 | 1999 | 2006 | 2012 |
| --------------------------- | ---- | ---- | ---- | ---- | ---- | ---- | ---- | ---- |
| Einwohnerzahl Montsecret    | 458  | 462  | 388  | 425  | 453  | 501  | 561  | 565  |
| Einwohnerzahl Clairefougère | 159  | 132  | 106  | 112  | 104  | 84   | 102  | 137  |
| Quelle: Cassini und INSEE   |      |      |      |      |      |      |      |      |

## Sehenswürdigkeiten
- Kirche Saint-Michel in Montsecret aus dem 18. Jahrhundert
- Kirche Saint-Martin in Clairfougère aus dem 17. Jahrhundert
- Kapelle Notre-Dame-de-la-Salette in Montsecret
- Kapelle Sainte-Radegonde in Clairfougère, Anfang des 20. Jahrhunderts erbaut
- Herrenhaus Lambone aus dem 15. Jahrhundert
- Mühle am Noireau